# Batalla de Ituzaingó
La Batalla de Ituzaingó o Batalla del Paso de Rosario (en portugués: Batalha do Passo do Rosário) fue un enfrentamiento ocurrido el 20 de febrero de 1827, que se desarrolló en lo que actualmente es el centro-oeste del estado de Río Grande del Sur y durante el transcurso de la Guerra del Brasil, en el que las tropas de las Provincias Unidas del Río de la Plata vencieron a las tropas del Imperio del Brasil, enfrentadas por el control de la Banda Oriental en manos brasileñas desde 1820.
Fue una victoria táctica del ejército republicano que contribuyó a la Convención Preliminar de Paz que se firmó en 1828 y que culminó con el reconocimiento de Uruguay como estado libre, independiente y soberano.

## Antecedentes
Durante el transcurso de la Guerra del Brasil, que enfrentaba a las Provincias Unidas del Río de la Plata y al Imperio del Brasil —siete días después del triunfo de las tropas argentinas del general Juan Lavalle frente a las fuerzas del general brasileño Bento Manuel Ribeiro en la Batalla de Bacacay y cuatro después del triunfo del general republicano Lucio Norberto Mansilla en la Batalla del Ombú, que dispersó con 350 hombres a caballo y 1800 efectivos de infantería a la caballería de Bento Ribeiro, elite de la tropa imperial— el general argentino Carlos María de Alvear, comandante en jefe de las Provincias Unidas del Río de la Plata, atrajo al grueso de las fuerzas del Imperio del Brasil, mandadas por Felisberto Caldeira Brant, marqués de Barbacena, a un enfrentamiento en la vera del río Santa María, en el curso alto del río Ibicuí, antiguo límite entre Uruguay y Brasil.

## La Batalla
La Batalla de Ituzaingó fue una total sorpresa para las tropas brasileñas, que hasta el día anterior perseguían a las fuerzas conjuntas argentino-orientales.
El río Santa María separaba el territorio montañoso —donde las caballadas aliadas poco valor táctico tenían— de los terrenos más llanos con buenos pastizales al sur de su cauce. El ejército aliado republicano buscaba campos con forraje adecuado, pero la imposibilidad de vadear el río por estar crecido obligó a efectuar una contramarcha de veinte kilómetros en la noche previa a la batalla recorriendo un camino ascendente que permitía posicionar al ejército aliado en igualdad de condiciones con el oponente.
Como los brasileños estimaron erróneamente que los aliados habían cruzado el río en la tarde anterior, su marcha fue descuidada y desprolija. Barbacena envió el grueso de su infantería en tres columnas a atacar el primer cuerpo del ejército aliado, comandado por Juan Antonio Lavalleja, que estaba ubicado con la artillería en el centro del campo de batalla. Una vez próximos a este, el general argentino Carlos María de Alvear ordenó la carga de la caballería, hasta entonces oculta, sobre el flanco izquierdo de los brasileños. Posicionados sorpresivamente frente a un ejército bien formado y dispuesto para la batalla, los voluntarios que componían este flanco, al mando del mariscal José de Abreu, se desbandaron. El flanco derecho imperial se replegó también, cruzando el río por el vado, y dejando solo a la columna central, la infantería, entre los que se contaban 2000 mercenarios experimentados de origen austríaco y prusiano según fuentes republicanas (505 según las fuentes de Brasil) para resistir las sucesivas cargas dirigidas por el teniente coronel Federico Brandsen —ascendido póstumamente a coronel, tras caer en batalla—, el general Juan Lavalle y el general José María Paz, que fueron decisivas. Luego de intentar pasar la línea defensiva argentina durante 6 horas sin éxito, y siendo bombardeado por la artillería, el ejército imperial se retiró para no ser atacado por la infantería que todavía no había intervenido y para no ser rodeado.

## Resultados
La victoria republicana obtenida en la Batalla de Ituzaingó no pudo capitalizarse por la reticencia del comandante en jefe de perseguir al ejército imperial vencido.
El coronel Tomás de Iriarte afirmó en sus Memorias al referirse a la reticencia del general Alvear:

Pero el general Alvear no quiso: se contentó con quedar dueño del campo de batalla; es decir, de la gloria sin consecuencia, porque todo el resultado quedaba reducido a las balas cambiadas de parte a parte, y al efecto que ellas produjeron en muertos y heridos. La República Argentina, empañada en una guerra desigual, tenía sumo interés, urgentísimo, en que no se prolongase la lucha: había echado el resto apurando todos sus recursos físicos y morales para luchar contra un Imperio abundante en hombres y medios pecuniarios. La República, venciendo, quedaba exánime; el Imperio, vencido en una sola batalla, pero sin ser su ejército anonadado, podía continuar la guerra con ventaja, con menos sacrificios; y es por esto que necesitamos sacar buen partido, no digo de las batallas campales, sino de las más ligeras ventajas que obtuviesen nuestras armas. Ardía la guerra civil en las provincias argentinas, y era Buenos Aires, una ciudad sola, la que soportaba todo el peso de la guerra; la única que podía alimentarla, darle pábulo, y para que no se extenuase era necesario dar grandes golpes. Tal fue el que recibieron los enemigos en ituzaingó, pero solo en el campo de batalla: fuera de él no sintieron sus efectos como lo habrían sentido si su ejército aquel día hubiera sido anonadado, y pudo, debió serlo. La guerra habría entonces concluido, y la paz, se habría firmado dictando el vencedor las condiciones: la evacuación de Montevideo y de todo el territorio oriental ocupado por las tropas del Imperio, y su incorporación a la República Argentina.

En el mismo sentido, afirmaba el general José María Paz en su anotación correspondiente al 25 de febrero de 1827:

El ejército enemigo ha empezado a recuperarse de su susto, alentándose con nuestra pereza en perseguirlo.

Como destacó el coronel Iriarte, la guerra hubiera estado muy cerca de su conclusión de haberse continuado con la persecución del enemigo:

(...) teníamos aquel día los caballos suficientes y en muy mediano estado; no se necesitaba hacer un gran esfuerzo corriendo el riesgo de cansarlos, porque la infantería enemiga estaba a la vista y nos bastaba seguir su lenta marcha cercándola en todas direcciones: el hambre la habría obligado a capitular.

Finalmente, la inevitable falta de suministros sobreviniente y el pésimo estado de la caballada impidieron continuar con la persecución del ejército imperial y el normal desenvolvimiento de las acciones en el plano militar.

## Ituzaingó y el resultado de la guerra
Proseguida la Guerra del Brasil, el imperio logró la supremacía naval con la Batalla de Monte Santiago poco después del triunfo republicano en Ituzaingó. En el plano terrestre aún las ciudades de Montevideo y Colonia del Sacramento seguían bajo el control de Brasil.
Por lo tanto, también el naval fue determinante en el resultado del conflicto, pues que sin la victoria también en el mar las Provincias Unidas no tenían medios para ganar la guerra.

El ejército está completamente desprovisto de medios para sitiar a Montevideo de manera más eficaz que por el bloqueo terrestre, método que la experiencia ha demostrado ser innocuo, mientras exista el predominio de los brasileños en el mar.
(...) Esta guerra es, en su esencia, una guerra naval y la posesión de la Banda Oriental y, tal vez, aun la de Montevideo, no significaría ninguna ventaja para Buenos Aires, en tanto el bloqueo del río pueda ser mantenido por el enemigo.
Carta de Ponsonby a George Canning

Por lo tanto, aún una victoria decisiva rioplatense en Ituzaingó no logró determinar el resultado de la guerra. José de San Martín fue muy claro sobre eso. Le decía a Tomás Guido en julio de 1827:

Ambas victorias pueden contribuir a acelerar la conclusión de la deseada paz; sin embargo, diré a Ud. francamente que, no viendo en ninguna de las dos el carácter de decisivas, temo mucho que, si el emperador conoce —como debe— el estado de nuestros recursos pecuniarios y, más que todo, el de nuestras provincias, se resista a concluirla y, sin más que prolongar un año más la guerra, nos ponga en situación muy crítica. (...)
En conclusión, si la influencia del gabinete británico, unida a la precaria situación en que se encuentra el Portugal, no deciden al emperador a la paz, mis cortas luces no alcanzan a ver remedio a esta situación.

## Conclusión

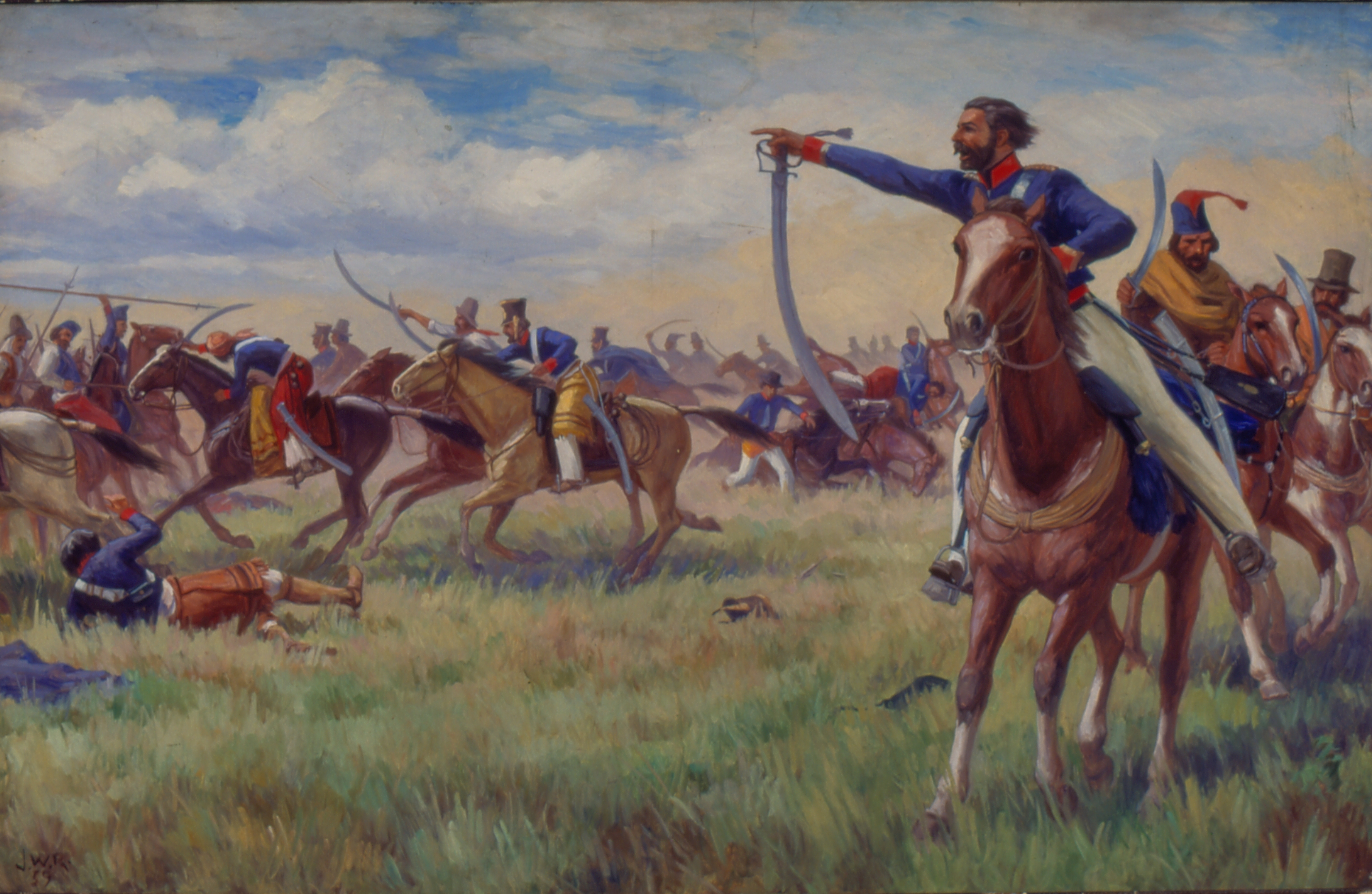
Batalla de Ituzaingó, de José Wasth Rodrigues.

Como consecuencia de la Batalla de Ituzaingó el ejército del Imperio del Brasil sufrió 200 muertos, entre ellos el mariscal Abreu y 150 prisioneros. Las Provincias Unidas del Río de la Plata sufrieron 139 bajas de caballería y 9 de los Cazadores de Infantería.
Entre los pertrechos abandonados por el ejército Imperial se encontraba un cofre conteniendo una partitura entregada por el Emperador al Marqués de Barbacena para ser interpretada tras la primera victoria del Imperio del Brasil; el ejército aliado se apoderó de ella y bautizada como Marcha de Ituzaingó se interpreta en conmemoración del hecho de armas cuando la bandera de Argentina se traslada en actos oficiales. Es uno de los tres atributos que ostenta el presidente de la República Argentina: bastón de mando, banda presidencial y marcha de Ituzaingó.
En Brasil el 4.º Regimento Passo do Rosário (el nombre de la batalla en Brasil es Batalla del Passo do Rosário), localizado en Rosário do Sul, Río Grande del Sur, es el mantenedor de las tradiciones de la batalla. Y la memoria de los soldados que han luchado también es mantenida en Brasilia, todos los años, tanto por el Regimento de Cavalarias de Guarda como por los Dragões da Independência.
Esta batalla importante que dio una victoria trascendental a las fuerzas de la República Argentina no terminó generando políticamente los resultados esperados. Los duros conflictos internos por los que atravesaban las Provincias Unidas no fueron solucionados por el presidente Bernardino Rivadavia. Esto contribuyó enormemente a que no fuera posible poder sacar mayor provecho a la victoria de Ituzaingó por parte de los argentinos.